# برايان سيمونز
برايان سيمونز (بالإنجليزية: Brian Simmons)‏ هو لاعب كرة قدم أمريكية أمريكي، ولد في 21 يونيو 1975 في نيوبيرن في الولايات المتحدة.

## وصلات خارجية
- برايان سيمونز على موقع مرجع كرة القدم المحترفة.كوم (الإنجليزية)